# Regering-Picqué III
De regering-Picqué III (19 juli 2004 - 15 juli 2009) was een Brusselse Hoofdstedelijke Regering, onder leiding van Charles Picqué (PS). Het was een zesdelige coalitie: de socialisten (PS (26 zetels) en Sp.a (3 zetels)), de christendemocraten (cdH (10 zetels) en CD&V (3 zetels)), de Franstalige ecologisten Ecolo (7 zetels) en de Vlaamse liberalen VLD (4 zetels).
De regering volgde de regering-Simonet II op na de gewestverkiezingen van 13 juni 2004 en werd opgevolgd door de regering-Picqué IV na de gewestverkiezingen van 7 juni 2009.

## Samenstelling

### Brusselse Hoofdstedelijke Regering
| Naam | Naam                       | Partij | Partij | Functie en bevoegdheden |
| ---- | -------------------------- | ------ | ------ | --- |
|      | Charles Picqué (1948)      |        | PS     | Minister-president en Minister Lokale Overheden, Ruimtelijke Ordening, Monumenten en Sites, Stedelijke Renovatie, Huisvesting, Openbare Netheid, Buitenlandse Handel en Ontwikkelingssamenwerking |
|      | Guy Vanhengel (1958)       |        | VLD    | Minister Financiën, Begroting, Buitenlandse Betrekkingen en Regionale Informatica |
|      | Benoît Cerexhe (1961)      |        | cdH    | Minister Werkgelegenheid, Economie, Wetenschappelijk Onderzoek, Brandbestrijding en Noodhulp |
|      | Pascal Smet (1967)         |        | sp.a   | Minister Mobiliteit en Openbare Werken |
|      | Evelyne Huytebroeck (1958) |        | Ecolo  | Minister Leefmilieu, Waterbeheer en Energie |
|      | Françoise Dupuis (1949)    |        | PS     | Staatssecretaris Huisvesting en Stedenbouw |
|      | Brigitte Grouwels (1953)   |        | CD&V   | Staatssecretaris Ambtenarenzaken en Haven van Brussel |
|      | Emir Kir (1968)            |        | PS     | Staatssecretaris Openbare Netheid en Monumenten en Sites |

### Gemeenschapscommissies

#### Gemeenschappelijke Gemeenschapscommissie (GGC)
| Naam | Naam                       | Partij | Partij | Functie en bevoegdheden                                                                    |
| ---- | -------------------------- | ------ | ------ | ------------------------------------------------------------------------------------------ |
|      | Charles Picqué (1948)      |        | PS     | Voorzitter                                                                                 |
|      | Guy Vanhengel (1958)       |        | VLD    | Minister Gezondheidsbeleid, Financiën, Begroting en Externe Betrekkingen                   |
|      | Benoît Cerexhe (1961)      |        | cdH    | Minister Gezondheidsbeleid en Openbaar Ambt                                                |
|      | Pascal Smet (1967)         |        | sp.a   | Minister Beleid inzake Bijstand aan Personen en Openbaar Ambt                              |
|      | Evelyne Huytebroeck (1958) |        | Ecolo  | Minister Beleid inzake Bijstand aan Personen, Financiën, Begroting en Externe Betrekkingen |

#### Vlaamse Gemeenschapscommissie (VGC)
| Naam | Naam                     | Partij | Partij | Functie en bevoegdheden                             |
| ---- | ------------------------ | ------ | ------ | --------------------------------------------------- |
|      | Guy Vanhengel (1958)     |        | VLD    | Voorzitter Onderwijs, Beroepsopleiding en Begroting |
|      | Pascal Smet (1967)       |        | sp.a   | Minister Cultuur en Patrimonium                     |
|      | Brigitte Grouwels (1953) |        | CD&V   | Minister Welzijn, Gezondheid en Ambtenarenzaken     |

#### Franse Gemeenschapscommissie (FGC)
| Naam | Naam                       | Partij | Partij | Functie en bevoegdheden                                                   |
| ---- | -------------------------- | ------ | ------ | ------------------------------------------------------------------------- |
|      | Benoît Cerexhe (1961)      |        | cdH    | Voorzitter Gezondheid en Openbaar Ambt                                    |
|      | Charles Picqué (1948)      |        | PS     | Minister Sociale Cohesie                                                  |
|      | Evelyne Huytebroeck (1958) |        | Ecolo  | Minister Begroting, Toerisme en Begeleiding van Personen met een Handicap |
|      | Françoise Dupuis (1949)    |        | PS     | Minister Onderwijs, Cultuur, Beroepsopleiding en Transport naar School    |
|      | Emir Kir (1968)            |        | PS     | Minister Sociale Actie, Gezin en Sport                                    |

Picqué I · 
Picqué II · 
Simonet I · 
de Donnea · 
Ducarme · 
Simonet II · 
Picqué III · 
Picqué IV · 
Vervoort I ·
Vervoort II ·
Vervoort III